# Зуттер, Скотт
Скотт Ли Зуттер (нем. Scott Lee Sutter; 13 мая 1986, Лондон, Англия) — швейцарский футболист, полузащитник.

## Биография
Скотт Зуттер родился в Лондоне, в семье, где мать имеет польские корни, а отец является швейцарцем. С детства Скотт любил футбол и теннис. В нём были заметны спортивные таланты и родители приняли решение попробовать отдать его в спортивную школу. В возрасте 10 лет он отдал своё предпочтение футболу. Скотт был отдан в футбольную академию лондонского клуба «Миллуолл». Затем в его жизни появились «Астон Вилла» и «Чарльтон Атлетик». Когда ему было 14 лет, друг отца предложил переехать в Швейцарию и присоединиться к «Грассхопперу». Однако, родители настояли на том, чтобы Скотт сначала окончил обучение в школе и получил образование, а уже потом строил спортивную карьеру. В 16 лет будущий футболист переехал в Цюрих и вступил в юниорскую команду «кузнечиков». Спустя один год, Скотт Зуттер был переведён в основную команду.

### Клубная карьера
Первый официальный матч за взрослую команду Скотт провёл, когда ему было 18 лет. Это была игра против «Ксамакса». Выступая за «Грассхоппер», он мечтал попасть в Английскую Премьер-лигу. Футболист зарекомендовал себя в команде как игрока основного состава, проводя уверенные матчи и чётко действуя в центре поля.
Летом 2007 года, прямо перед началом сезона, в одном из контрольных матчей соперник прыгнул на него двумя ногами вперёд. В результате Зуттер получил серьёзную травму правой лодыжки и пришлось делать операцию. Почти год он восстанавливался от полученного повреждения. Летом 2008 года он снова смог приступить к тренировкам. Однако, после каждой тренировки он чувствовал боль в лодыжке. Осенью 2008 года он перенёс ещё одну операцию. На этот раз в Амстердаме. В конце февраля 2009 он снова присоединился к тренировкам в составе «Грассхоппера».
После завершения сезона Скотт подписал трёхлетний контракт с клубом «Янг Бойз». Вместе с командой из Берна футболист смог выступить в играх Лиги чемпионов УЕФА с турецким «Фенербахче» и английским «Тоттенхэмом».
В январе 2012 года Зуттер мог стать игроком английского «Блэкберн Роверс». Но, так и не достигнув договоренности, на правах аренды переходит в «Цюрих», где и проводит остаток сезона.
3 марта 2017 года Зуттер перешёл в клуб MLS «Орландо Сити». За «львов» дебютировал 1 апреля в матче против «Коламбус Крю». 21 июня в матче против «Сиэтл Саундерс» забил свой первый гол за «львов». После сезона 2018 «Орландо Сити» не продлил контракт с Зуттером.
30 января 2019 года Зуттер подписал с клубом «Ванкувер Уайткэпс» однолетний контракт с опцией продления ещё на один год. За канадский клуб дебютировал 9 марта в матче против «Реал Солт-Лейк». 22 мая в матче против «Нью-Йорк Ред Буллз» забил свой первый гол за «Кэпс». По окончании сезона 2019 Зуттер завершил карьеру футболиста.

### Карьера в сборной
В 2006 году он был приглашён в национальную сборную Швейцарии. Но, сам футболист отказался от приглашения, заявив, что хочет выступать за сборную Англии. Несмотря на это, в августе 2010 года Зуттер был включён в список национальной команды Швейцарии. 3 сентября 2010 в матче с Австралией он вышел на поле на 46-й минуте, заменив Штефана Лихтштайнера. Позже он выразил благодарность руководству швейцарской сборной за предоставленную ему возможно играть в этой команде. По его словам, эта возможность помогла ему раскрыться как футболисту.